# De generale lijn
De generale lijn (Russisch: Старое и новое, Staroje i novoje) is een Russische dramafilm uit 1929 onder regie van Sergej Eisenstein. De Russische titel van de film betekent Oud en nieuw.

## Verhaal
De arme Marfa tracht de mensen van haar dorp ervan te overtuigen om samen een coöperatie op te richten. Die coöperatie brengt de landbouwers veel welstand.

## Rolverdeling
| Acteur              | Personage                 |
| ------------------- | ------------------------- |
| Marfa Lapkina       | Marfa                     |
| M. Ivanin           | Marfa's zoon              |
| Konstantin Vasiljev | Tractorbestuurder         |
| Vasili Buzenkov     | Secretaris melkfabriek    |
| Nejnikov            | Miroshkin - Schoolmeester |
| Chukamaryev         | Slager                    |
| Ivan Yudin          | Komsomolets               |
| E. Suhareva         | Heks                      |
| G. Matvei           | Priester                  |
| Mikhail Gomorov     | Boer                      |